# Áreas protegidas de Yemen

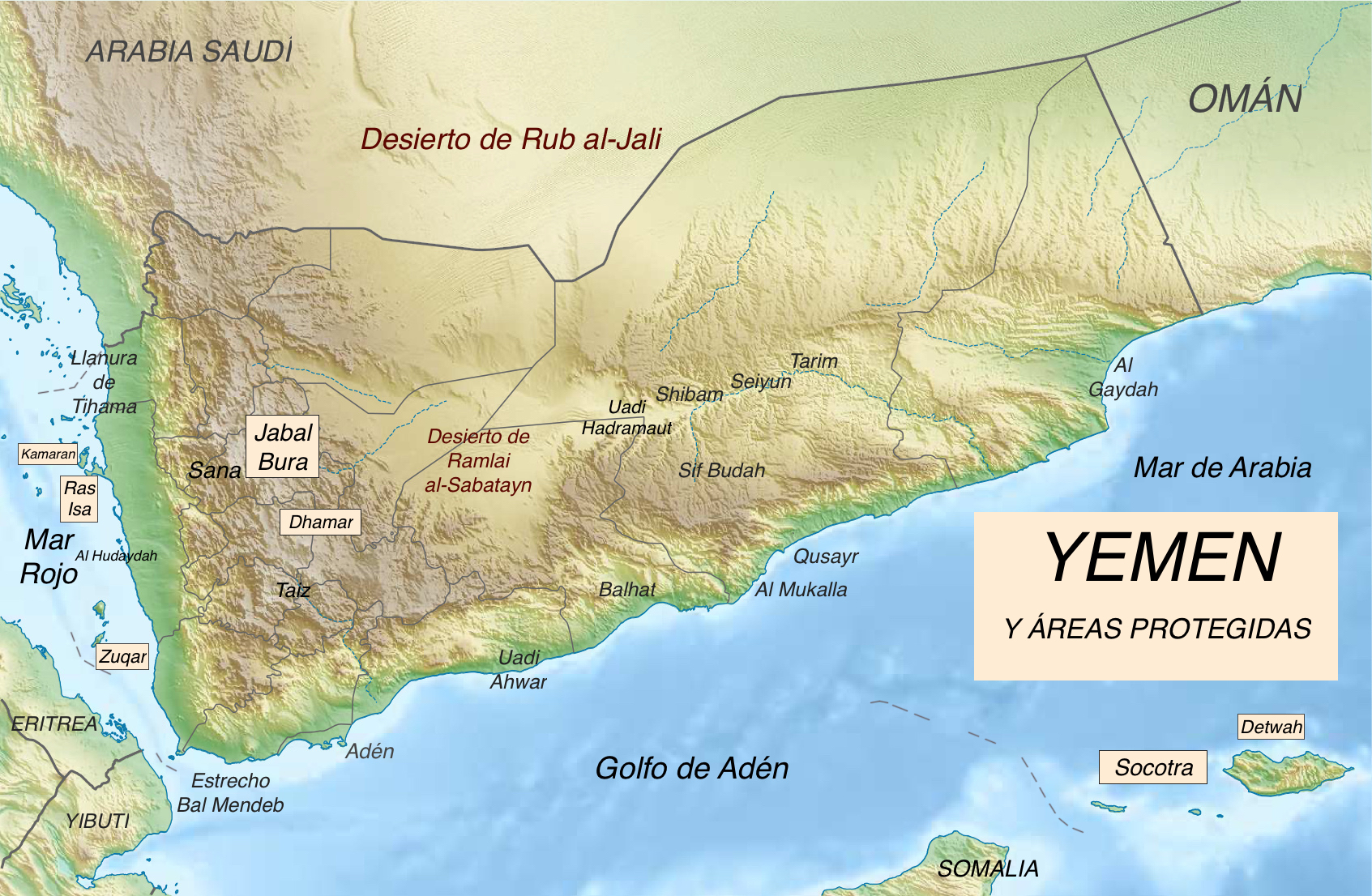
Mapa topográfico de Yemen y áreas protegidas.

Con las limitaciones impuestas por el conflicto actual de Yemen, el país tiene, en junio de 2018, 10 zonas protegidas, de las que al menos dos deben revaluarse. Estas ocupan en total unos 3.520 km², el 0.77 % del territorio, y 2.562 km² de áreas marinas, el 0,47 % de la zona marina total que pertenece al país, unos 548.000 km². El conjunto comprende:

## Jabal Bura y Parque nacional
- Parque nacional de Jabal Bura, 3 km², en la vertiente occidental de la montaña de granito de Jabal Bura (2.271 m, 14°55′N-43°25′E), en la costa occidental, a unos 50 km de Al Hudayda. La zona, un bosque tropical resto del bosque primitivo desaparecido hace miles de años, está poblada de acacias y árbol de la mirra, entre otras especies, como Adenium obesum o rosa de invierno. Hay hienas y babuinos.[1]

- Área protegida de la Comunidad de Bura, incluye una reserva de la biosfera de la Unesco, de 6,48 km², en la vertiente oriental de la montaña de Jabal Bura, en Bura, al este de Bajil. El lado occidental de la montaña está cubierto de una densa vegetación tropical, mientras que la cara oriental está cubierta por numerosas aldeas y terrazas cultivadas que alcanzan la cima del monte. En las zonas bajas de una vertiente con dos mil metros de desnivel se cultiva el plátano; a media altura, café, y, en la cima, trigo duro. Mientras el oeste está catalogado como sitio de interés natural, el este lo está como sitio cultural.[2]

## Parques marinos
- El Parque marino de Ras Isa y la isla de Kamaran están propuestos como área protegida por la PERSGA (Regional organization of the Conservation of the Red Sea and Gulf of Aden). Está localizado al norte de Al Hudaydah, en la región del mar Rojo de Yemen. Arrecifes de coral con diversa fauna marina asociada. En Kamaran están ampliamente representados los dos tipos de manglares de la región: Avicennia marina y Rizophora mucronata (manglar rojo). En Ras Isa hay una terminal petrolera con tanques de 100.000 toneladas que hacen peligrar la zona ante un vertido.[3]

- Parque nacional marino de la isla Zuqar. La isla Zuqar forma parte del archipiélago de Hanish, localizado en el mar Rojo, cerca del estrecho Bab el-Mandeb, que comunica con el golfo de Adén. Son islas volcánicas en cuya plataforma marina crecen arrecifes de coral. Una vez se acaba la plataforma, la profundidad aumenta de 200 a 1000 m.[4]

Isla de Socotra

## Reservas
- Reserva tradicional Mahjur de las llanuras montanas de Dhamar (Dhamar Montane Plains Mahjur Traditional Reserve)

- Área protegida de la isla de Socotra, 3.625 km². De las 825 especies de plantas que hay en la isla, el 37% son endémicas, además del 95% de los reptiles y el 95% de las serpientes. Hay 192 especies de aves, de las que 44 anidan en la isla y 85 son migrantes.[5]

- Reserva de la biosfera de la Unesco del archipiélago de Socotra, 26.816 km². Comprende una zona solo en las islas de 4.104 km² que es patrimonio de la Humanidad. El archipiélago tiene 250 km de longitud y comprende cuatro islas y dos islotes rocosos como una prolongación del Cuerno de África. Hay 235 especies de corales en los arrecifes, 730 especies de peces y 300 especies de cangrejos, langostas y langostinos.

## Ramsar y BirdLife
- Sitio Ramsar de la laguna de Detwah, en la isla de Socotra, 580 ha (12°42′20″ N 53°30′24″ E). Laguna costera en el noroeste de la isla, abierta a las mareas y rodeada de dunas y un acantilado de 400 m de altura. El único lugar de la isla donde se encuentra la pastinaca látigo reticulada y la raya de arrecife. Hay 32 especies de aves marinas y anidan el alimoche común y el cormorán de Socotora. La flora endémica incluye Croton socotranus y Jatropha unicostata.[6]

- BirdLife International reconoce 60 áreas de interés por su importancia para las aves y su biodiversidad (IBAs) en Yemen, que cubren 9.563 km², con un total de 342 especies de aves, de las que 18 están amenazadas.[7] También hay dos zonas importantes por las aves endémicas: Socotra y las montañas del Sudoeste que abarcan parte de Arabia Saudita y Yemen, que cubren una extensión de 150.000 km² entre 1200 y 3600 m de altitud.[8]